# Комаров, Владимир Александрович (генерал)
Влади́мир Алекса́ндрович Комаров (1861—1918) — начальник Петроградского дворцового управления, генерал-лейтенант.

## Биография
Православный. Из дворян. Родился в Перми в семье подполковника корпуса жандармов А. В. Комарова и его жены Е. И. Бламберг (1833 - 1895 ). 
По окончании Пажеского корпуса в 1881 году произведён был из камер-пажей в прапорщики лейб-гвардии Преображенского полка.
Чины: подпоручик (1884), поручик (1885), штабс-капитан (1889), капитан (1896), полковник (1899), генерал-майор (1907), генерал-лейтенант (1916).
Более восьми лет командовал ротой и пять лет — батальоном Преображенского полка. 7 августа 1904 года назначен командиром Сводно-гвардейского батальона. В 1906 году был назначен флигель-адъютантом. 3 сентября 1907 года произведен в генерал-майоры «за отличие по службе», с назначением командиром Собственного Е. И. В. Сводного пехотного полка и с зачислением в Свиту Его Величества.
С началом Первой мировой войны, 13 августа 1914 года назначен начальником Петроградского дворцового управления, а 10 апреля 1916 года произведён в генерал-лейтенанты «за отличие по службе».
В сентябре 1918 года стал одним из первых заложников, взятых Петроградской ЧК после объявления Красного террора. Вскоре был расстрелян, однако точная дата смерти неизвестна.

## Награды
- Орден Святого Станислава 2-й ст. (1898)
- Орден Святой Анны 2-й ст. (1903)
- Орден Святого Владимира 4-й ст. (1905)
- Орден Святого Владимира 3-й ст. (1909)
- Орден Святого Станислава 1-й ст. (1911)
- Орден Святой Анны 1-й ст. (1913)
- Высочайшая благодарность «за продолжительное отличное командование Собственным Его Императорского Величества Сводным пехотным полком» (ВП 28.08.1914)
- Орден Святого Владимира 2-й ст. (ВП 6.12.1915)
- Высочайшая благодарность «за отличное выполнение различных поручений Его Императорского Величества и командировок во время текущей войны» (ВП 30.07.1915)
- Высочайшая благодарность «за особые труды по обстоятельствам, вызванным войною» (ВП 06.12.1916)